# Estadio Municipal de Berrechid
El Estadio Municipal de Berrechid ( árabe : الملعب البلدي ببرشيد ) es un estadio específico de fútbol en Berrechid, Marruecos. Es el estadio del equipo de Botola CA Youssoufia Berrechid. El estadio tiene una capacidad para 5.000 personas.
El 7 de septiembre de 2019 se celebró en este estadio un partido amistoso entre las selecciones nacionales de fútbol de Libia y Níger (2:0).